# The Voluntary City
The Voluntary City: Choice, Community, and Civil Society es un libro publicado por el Independent Institute y editado por David T. Beito, acerca de aquellas comunidades con provisión privada de servicios municipales. Expone la posibilidad de la anarquía o ausencia de gobierno como una situación viable a través de la privatización en un mercado libre (anarcocapitalismo).
Cubre los temas de la prestación privada de infraestructura urbana, carreteras, planificación, policía, caridad, cuidados médicos, educación y regulación comercial, con una importante bibliografía y ejemplos reales sobre la superioridad de estos sobre los fallos del gobierno.

## Contribuyentes
Los contribuyentes incluyen a Stephen Davies, Daniel Klein, Robert Arne C., Bruce L. Benson, David G. Green, James Tooley, Fred E. Foldvary, Donald J. Boudreaux, Randall G. Holcombe, Robert H. Nelson, H. Spencer MacCallum, y Alexander Tabarrok.